# Guembelia laevigata
Guembelia laevigata là một loài Rêu trong họ Grimmiaceae. Loài này được (Brid.) Ochyra & Żarnowiec mô tả khoa học đầu tiên năm 2003.